# Margarete Koppers
Margarete Koppers (* 19. August 1961 in Wissel) ist eine deutsche Juristin. Sie ist seit 2018 Generalstaatsanwältin in Berlin. Zuvor war sie von 2010 bis 2018 Polizeivizepräsidentin in Berlin und währenddessen von 2011 bis 2012 kommissarische Leiterin der Berliner Polizei.

## Leben

### Ausbildung und Persönliches
Koppers wuchs in Kalkar am Niederrhein in Nordrhein-Westfalen auf und zog 1980 nach Berlin. Hier studierte sie von 1980 bis 1985 Rechtswissenschaften an der Freien Universität Berlin. Sie absolvierte von 1985 bis 1988 das Rechtsreferendariat im Bezirk des Kammergerichtes Berlin.
Sie ist bisexuell und mit einer Familienrichterin verheiratet.

### Laufbahn und Wirken

#### Justizdienst 1988–2010
Im Jahr 1988 trat sie in den Justizdienst des Landes Berlin ein und wurde Richterin auf Probe mit Tätigkeiten am Amtsgericht Tiergarten für Strafsachen und Landgericht Berlin für Zivilsachen. Danach arbeitete sie von 1991 bis 1994 Referentin in der Abteilung für Strafrecht in der Senatsverwaltung für Justiz. Anschließend war sie von 1995 bis 1996 Beisitzerin in einer Schwurgerichtskammer des Landgerichtes Berlin und zugleich Mitarbeiterin in der Verwaltungsabteilung des Präsidenten des Landgerichtes. Von 1996 bis 1997 arbeitete sie dann als Beisitzerin in einer Zivilkammer sowie in der Verwaltungsabteilung des Landgerichtes Berlin und arbeitete gleichzeitig am Forschungsprojekt der Humboldt-Universität zu Berlin „Strafjustiz und DDR‑Vergangenheit“ mit. Im Anschluss folgte von 1997 bis 1998 eine Verwendung als Beisitzerin in einer Schwurgerichtskammer des Landgerichtes Berlin und 1998 bis 1999 als kommissarische Vorsitzende einer kleinen Strafkammer des Landgerichtes Berlin für allgemeine Strafsachen und Verstöße gegen das Betäubungsmittelgesetz.
Sie wurde 2001 Vorsitzende Richterin einer großen Strafkammer des Landgerichtes Berlin für allgemeine Strafsachen und war von 2001 bis 2003 wissenschaftliche Mitarbeiterin beim Bundesverfassungsgericht in Karlsruhe. Dort arbeitete sie für den Richter des Bundesverfassungsgerichtes, Winfried Hassemer, im Zweiten Senat mit der Zuständigkeit für Straf‑ und Strafprozessrecht und Staatsorganisationsrecht. 2003 kehrte sie nach Berlin in ihre vorherige Position zurück und wurde 2006 Vizepräsidentin des Landgerichtes Berlin und Leiterin der strafrechtlichen Dienststelle des Landgerichtes sowie zugleich Vorsitzende einer kleinen Strafkammer für allgemeine Strafsachen.

#### Polizeivizepräsidentin und kommissarische Polizeipräsidentin 2010–2018
Am 8. März 2010 wurde Koppers zur Polizeivizepräsidentin in Berlin ernannt und vertrat den zu diesem Zeitpunkt noch amtierenden Polizeipräsidenten Dieter Glietsch. Nachdem Glietsch Ende Mai 2011 in den Ruhestand getreten war, leitete sie von Juni 2011 bis Dezember 2012 eineinhalb Jahre kommissarisch die Berliner Polizei,  bis am 17. Dezember 2012 Klaus Kandt zum Polizeipräsidenten ernannt wurde. Koppers blieb bis zum 18. Februar 2018 als Vizepräsidentin im Amt.
Im Rahmen der sogenannten „Schießstandaffäre“ wurde gegen sie und die ehemaligen Polizeipräsidenten Dieter Glietsch und Klaus Kandt aufgrund des Verdachts der Körperverletzung im Amt durch Unterlassen ermittelt. Es ging um eine Mitschuld am Tode von 18 Polizisten. Ihr wurde vorgeworfen, von den gesundheitsgefährdenden Gasen am Schießstand Kenntnis gehabt zu haben und nicht tätig geworden zu sein. Die Ermittlungen wurden von der zu diesem Zeitpunkt von Koppers geleiteten Staatsanwaltschaft eingestellt.

#### Generalstaatsanwältin seit 2018
Im März 2018 wurde sie zur Generalstaatsanwältin in Berlin ernannt. Sie ist so wie als Polizeivizepräsidentin die erste Frau in diesem Amt.
Koppers Amtsführung bei der Verfolgung der Berliner organisierten Kriminalität und ihre Entscheidungen als Generalstaatsanwältin waren mehrmals Gegenstand von überregionalen Berichterstattungen. Im Juni 2024 geriet sie in die Kritik, nachdem sie eine nonbinäre Person mit deutscher Staatsbürgerschaft trotz Kenntnis über die Absicht der Person, gegen den Auslieferungsbeschluss Eilrechtsschutz beim Bundesverfassungsgericht zu beantragen, an Ungarn ausliefern ließ. Das Bundesverfassungsgericht ordnete an, durch geeignete Maßnahmen eine Übergabe der Person an die ungarischen Behörden zu verhindern und die Rückführung in die Bundesrepublik Deutschland zu erwirken. Zum Zeitpunkt des Beschlusses war die Person schon an die ungarischen Behörden übergeben worden. Der Republikanische Anwältinnen- und Anwälteverein kritisierte dies als Verstoß gegen die Europäische Menschenrechtskonvention.